# Teresa Felicja de France
Teresa Felicja de France, fr. Thérése de France (ur. 16 maja 1736 w Wersalu, zm. 28 września 1744 w Fontevraud-l’Abbaye) – siódma córka, a dziewiąte z kolei dziecko króla Francji – Ludwika XV i jego żony, polskiej księżniczki - Marii Leszczyńskiej.
Nazywana pieszczotiwie Małą Szóstą Damą lub Madame Teresą (fr. Petit Madame Sixième i Madame Thérèse). Swoje dzieciństwo spędziła wraz ze swoimi starszymi siostrami w opactwie w Fontevraud-l’Abbaye pod Paryżem. Zmarła w wieku ośmiu lat 28 września 1744 na ospę wietrzną. Została pochowana w królewskiej krypcie w bazylice Saint-Denis.